# Jindřich I. z Rožmberka
Jindřich I. z Rožmberka († 4. červenec 1310) byl český šlechtic z významného rodu Rožmberků.

## Život a politická činnost
Narodil se jako syn Voka z Rožmberka a Hedviky ze Schaunbergu a je zároveň prvním doloženým Jindřichem v rožmberském klanu. Jméno Jindřich pravděpodobně získal po dědečkovi z matčiny strany. Otec Vok zemřel 3. června 1262 a o oba nezletilé Rožmberky se starala matka, která byla zároveň i jejich poručnicí.

### Vztahy s Přemyslem Otakarem II. a Závišem z Falkenštejna

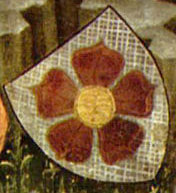
Rožmberský erb (výřez z obrazu Mistra vyšebrodského oltáře)

Mladičký Jindřich i s bratrem Vítkem a dalšími členy rodu Vítkovců a Schaunbergů z matčiny strany následovali příkladu svého příbuzného Záviše z Falkenštejna a Boreše z Riesenburka a byli v opozici vůči svému králi. Rožmberskou opozici Přemysl Otakar II. rázně utnul na konci roku 1277, kdy proběhlo královské vojenské tažení do jižních Čech. Oba mladé Rožmberky vzal král na milost a Jindřich se zúčastnil v srpnu 1278 bitvy na Moravském poli, kterou na rozdíl od českého krále přežil.
V květnu 1283 se z braniborského zajetí konečně vrátil do vlasti mladinký následník Václav II. a po pár měsících za ním do Prahy přijela i matka Kunhuta se Závišem z Falkenštejna, který byl královniným milencem. Záviš se stal Václavovým otčímem a zároveň rádcem a učitelem. Mnoho členů vítkovského rodu získalo za doby Falkenštejna na hradě dvorské úřady. Jindřich z Rožmberka ne, ale nadále Falkenštejna podporoval. Falkenštejnova hvězda začala pomalu zapadat po příchodu nové královny Guty Habsburské a Závišově novém sňatku s uherskou princeznou Alžbětou. Roku 1288 byl Záviš zatčen a v roce 1290 popraven.
Jindřich z Rožmberka se poté s králem opět smířil a roku 1301 obdržel funkci nejvyššího komorníka. Po vymření pánů z Krumlova roku 1302 obdržel od krále i nárok na krumlovské panství, kam později Rožmberkové přesunuli hlavní sídlo svého rodu. Rožmberk byl věrným poddaným Václava II. až do královy smrti v roce 1305.

### Podpora habsburské kandidatury

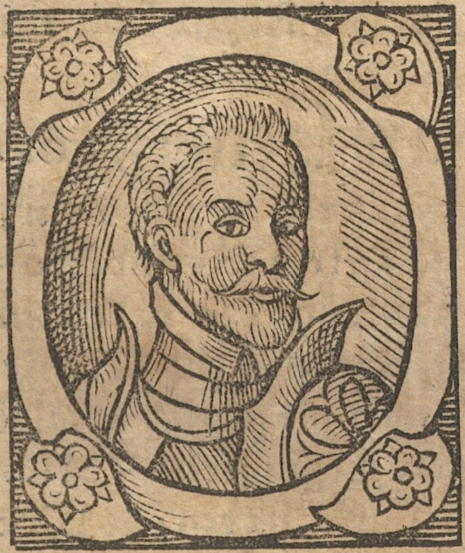
Jindřich I. z Rožmberka (B. Paprocki: Diadochos id est svccessio, 1602)

Po vymření Přemyslovců Václavem III. roku 1306 patřil Jindřich z Rožmberka mezi straníky kandidatury Rudolfa Habsburského. Rudolf zemřel po necelém roce vlády při tažení proti odbojnému Bavorovi ze Strakonic během obléhání Horažďovic. Králova nečekaná smrt nijak nezměnila Rožmberkovo smýšlení o vhodnosti habsburské krve na českém trůně a podporoval i neúspěšnou kandidaturu mladšího bratra zemřelého krále Fridricha Sličného.
Ještě těsně před svou smrtí stihl být mocný Rožmberk aktivním účastníkem delegace, která v Norimberku jednala s římským králem Jindřichem VII. o vhodném manželovi pro královskou dceru Elišku Přemyslovnu. Jednání proběhla úspěšně, ale Eliščiny svatby s Janem Lucemburským se Jindřich z Rožmberka již nedočkal. Zemřel 4. července 1310.